# Onthophagus quinquetuberculatus
Onthophagus quinquetuberculatus är en skalbaggsart som beskrevs av Macleay 1871. Onthophagus quinquetuberculatus ingår i släktet Onthophagus och familjen bladhorningar. Inga underarter finns listade i Catalogue of Life.